# Neoloricata
Sous-classe
Neoloricata est une sous-classe de mollusques polyplacophores.

## Liste des ordres
Selon World Register of Marine Species (5 janvier 2014) :
- ordre Chitonida
  - sous-ordre Acanthochitonina
  - sous-ordre Chitonina
- ordre Lepidopleurida
  - sous-ordre Lepidopleurina

Selon NCBI (5 janvier 2014) :

Selon NCBI, Neoloricata  est un ordre
- sous-ordre Chitonida
  - non-classé Acanthochitonina
  - non-classé Chitonina
- sous-ordre Lepidopleurida

Selon ITIS (5 janvier 2014) :
- Acanthochitonina Bergenhayn, 1930
- Choriplacina Starobogatov & Sirenko, 1975
- Ischnochitonina Bergenhayn, 1930
- Lepidopleurina Thiele, 1910